# Anodonta implicata
Anodonta implicata is een tweekleppigensoort uit de familie van de Unionidae. De wetenschappelijke naam van de soort is voor het eerst geldig gepubliceerd in 1829 door Say.